# Daniel Quaye
Daniel Quaye (25 de diciembre de 1980) es un futbolista Ghanés que juega como defensor. Actualmente se encuentra sin equipo.

## Carrera
Quaye es uno de los talentosos jugadores favoritos de Ghana, luego de su larga y distinguida carrera en el equipo ganés Hearts of Oak.
Desde que se unió a los "Gigantes Ghaneses" en 1999, jugó un papel decisivo en los seis títulos de liga del club y ayudó a ganar la Liga de Campeones de la CAF en 2000 y la Copa de la Confederación CAF en 2005.
Luego de nueve años en el Hearts of Oak, Quaye firmó con el club chino Chongqing Lifan, en el cual jugó un total de 14 partidos en un año. En agosto de 2007 firmó para volver al club Hearts of Oak. Fue liberado de este y, en marzo de 2008, se unió nuevamente al club chino. En enero de 2009 dejó el club para volver a su país natal, y firmar el 9 de abril con el club Eleven Wise. En el verano de 2009 regresó a China luego de firmar con el club Yanbian FC, con el cual extendió su contrato en la temporada de 2010. 
Quaye participó de la Primera Liga China luego de su traslado, en febrero de 2012, al Beijing Baxy.

## Internacional
Fue jugador del equipo nacional y fue convocado para la Copa Mundial de 2006.
Además, fue jugador en el equipo nacional de Ghana Sub-17 en la Copa Mundial FIFA Sub-17.
- 1999: Liga Premier de Ghana: Ganador.
- 1999: Copa de Ghana: Ganador.
- 2000: Liga de Campeones de la CAF: Ganador.
- 2000: Liga Premier de Ghana: Ganador.
- 2000: Copa de Ghana: Ganador.
- 2001: Supercopa de la CAF: Ganador.
- 2001: Copa de Ghana: Ganador.
- 2002: Copa de Ghana: Ganador.
- 2003: Copa de Ghana: Ganador.
- 2005: Copa Confederación de la CAF: Ganador.
- 2005: Copa de Ghana: Ganador.

- Datos: Q1162219